# Нью-Тихри
Нью-Тихри (хинди न्यू टिहरी, англ. Tehri) — город в индийском штате Уттаракханд в регионе Гархвал. Административный центр округа Тихри-Гархвал.

## История
Старый город Тихри расположен возле плотины Тихри, в месте впадения реки Бхиллангана в Бхагиратхи. В XVIII веке в порт города Тихри заходили корабли Ост-Индской компании. Чтобы освободить место для строительства плотины Тихри, город был перенесён в другое место — Нью-Тихри. Город известен как место проведения протестов против строительства плотины последователями Сундерлала Бахугуна во время движения Чипко.
Тихри был столицей княжества Гархвал в Британской Индии, которое в 1901 году имело площадь 4180 км², а население 268 885 человек. Оно примыкало к округу Гархвал, и их топографические особенности похожи. Эти места посещают тысячи индуистских паломников. После строительства одной из крупнейших в Индии ГЭС Тихри образовалось водохранилище, ставшее большим туристическим центром.

## Население
Согласно всеиндийской переписи 2001 года, в городе проживало 25 425 человек, из которых мужчины составляли 65 %, женщины — 35 %. Уровень грамотности взрослого населения составлял 78 %, что выше среднеиндийского уровня (59,5 %). Среди мужчин уровень грамотности равнялся 81 %, среди женщин — 71 %. 10 % населения составляли дети до 6 лет.